# Drvena puhačka glazbala
Drvena puhačka glazbala su glazbala kod kojih se zvuk proizvodi puhanjem, u većini slučajeva iz usta i pluća svirača. Strujanje zraka u cijevi glazbala pokreće na treperenje jezičce od trske. Nazivaju se drvenima jer sva, osim saksofona, potječu od glazbala koja su bila u potpunosti drvena, iako se danas izrađuju i od metala ili kombinacije drveta i metala.
Poznati su i pod imenom "aerofoni instrumenti", od grčkog αερο (zrak) i φονος (zvuk). Nazivi na drugim jezicima:
talijanski: Legni 

njemački: Holzblasinstrumente 

francuski: Instruments à vent de bois 

engleski: Woodwind instruments

ruski: духовые инструменты

## Drvena puhačka glazbala
- pikolo flauta (Piccolo Flauto – Picc.)
- flauta (Flauto – Fl.)
- oboa (Oboa – Ob.)
- engleski rog (Corno inglese – C.i.)
- klarinet (Clarinetto – Cl.)
- basetni klarinet (Clarinetto di bassetto)
- bas klarinet (Clarinetto Basso – Cl.B.)
- saksofon (Saxofono – Sax.)
- fagot (Fagotto – Fg.)
- kontrafagot (Contrafagotto – Cfg.)

### Posebna drvena puhačka glazbala
- Didžeridu
- Duduk
- Gajde
- Kaval
- Uana
- Zurla
- Šupeljka

Drvena puhačka glazbala imaju razne uloge u orkestru. Iako u tehničkom i izražajnom pogledu nemaju tako širok raspon mogućnosti kao gudački instrumenti, ipak se pojedinačna glazbala, pored karakterističnih boja, odlikuju i velikom pokretljivošću, a i čitav velik zvučni fond orkestra u svim registrima pokriven je tonovima koje proizvode drveni puhači. Moguće ih je stoga primijeniti u svakom trenutku za svaku melodijsku liniju u bilo kojem registru. Ipak, oni imaju jedan veliki nedostatak, kao i limeni puhači, a to je fizička ograničenost ljudskim dahom.
Broj drvenih puhača u orkestru ovisi o veličini orkestra i zahtjevima skladatelja. Obično se smatra da je u komornim ili manjim orkestrima potreban i poželjan jednostruki sastav, odnosno po jedan predstavnik osnovne registarske varijante:
- jednostruki sastav
  - 1 flauta (Fl.)
  - 1 oboa (Ob.)
  - 1 klarinet (Cl.)
  - 1 fagot (Fg.)

U većim orkestrima razlikuju se sljedeći sastavi:
- dvojni sastav
  - 2 Fl.
  - 2 Ob.
  - 2 Cl.
  - 2 Fg.

Katkad se u ovom sastavu može predvidjeti da izvođač II. flaute svira i pikolo flautu (označava se II Fl. muta in Picc. ), a također su mogući II Ob. muta in C.i. (engleski rog), kao i II Cl. muta in Cl.B (bas klarinet), ali rjeđe.
- trojni sastav (najčešći sastav)
  - 1 Picc.
  - 2 Fl. (ili 3 Fl., pri čemu III Fl. muta in Picc.)
  - 2 Ob.
  - 1 C.i. (ili 3 Ob., pri čemu III Ob. muta in C.i.)
  - 2 Cl.
  - 1 Cl.B (ili 3 Cl., pri čemu III Cl. muta in Cl.B.)
  - 2 Fg.
  - 1 Cfg. (ili 3 Fg., pri čemu III Fg. muta in Cfg.)

- četvorni sastav
  - 1 Picc. (rjeđe IV Fl.)
  - 3 Fl. (III Fl. muta in Fl. contralto)
  - 3 Ob.
  - 1 C.i.
  - 3 Cl. (III Cl. muta in Cl. in Eb)
  - 1 Cl.B (rjeđe IV Cl.)
  - 3 Fg.
  - 1 Cfg. (rjeđe IV Fg.)